# Джефф Боров'як
Джефф Боров'як (англ. Jeff Borowiak; нар. 25 вересня 1949) — колишній американський тенісист.
Найвищу одиночну позицію світового рейтингу — 20 місце досяг 30 серпня, 1977 року.
Здобув 5 одиночних та 3 парні титули.
Найвищим досягненням на турнірах Великого шолома був чвертьфінал в парному розряді.
Завершив кар'єру 1986 року.

## Фінали за кар'єру

### Одиночний розряд: 11 (5–6)
| Результат | W/L | Дата     | Турнір                       | Покриття  | Суперник               | Рахунок            |
| --------- | --- | -------- | ---------------------------- | --------- | ---------------------- | ------------------ |
| Поразка   | 0–1 | Жов 1971 | Cologne WCT, Німеччина       | Килим     | Боб Лутц               | 3–6, 7–6, 3–6, 1–6 |
| Поразка   | 0–2 | Лип 1972 | Бреттон-Вудс, США            | Тверде    | Кліфф Річі             | 1–6, 0–6           |
| Поразка   | 0–3 | Кві 1974 | New Orleans WCT, US          | Тверде    | Джон Ньюкомб           | 4–6, 2–6           |
| Перемога  | 1–3 | Кві 1973 | Charlotte WCT, US            | Ґрунт     | Дік Стоктон (тенісист) | 6–4, 5–7, 7–6(7–5) |
| Перемога  | 2–3 | Лис 1974 | Осло, Норвегія               | Indoor    | Карл Майлер            | 6–3, 6–2           |
| Поразка   | 2–4 | Січ 1976 | Atlanta WCT, US              | Килим (i) | Іліє Настасе           | 2–6, 4–6           |
| Перемога  | 3–4 | Лют 1977 | Дейтон, США                  | Килим (i) | Бастер Моттрам         | 6–3, 6–3           |
| Перемога  | 4–4 | Лип 1977 | Гштад, Швейцарія             | Ґрунт     | Жан-Франсуа Коджоль    | 2–6, 6–1, 6–3      |
| Перемога  | 5–4 | Сер 1977 | Торонто, Канада              | Ґрунт     | Хайме Фійоль           | 6–0, 6–1           |
| Поразка   | 5–5 | Бер 1981 | Тампа, США                   | Тверде    | Мел Перселл            | 6–4, 4–6, 3–6      |
| Поразка   | 5–6 | Лис 1981 | Йоганесбурґ, Південна Африка | Тверде    | Вітас Ґерулайтіс       | 4–6, 6–7, 1–6      |

### Парний розряд: 9 (3–6)
| Результат | W/L | Дата     | Турнір             | Покриття  | Партнер               | Суперники                     | Рахунок       |
| --------- | --- | -------- | ------------------ | --------- | --------------------- | ----------------------------- | ------------- |
| Перемога  | 1–0 | Жов 1973 | Осака, Японія      |           | Том Гормен (тенісист) | Камівадзумі Дзюн Кен Роузволл | 6–4, 7–6      |
| Перемога  | 2–0 | Лют 1974 | Hempstead WCT, US  | Тверде    | Дік Крілі             | Росс Кейс Джефф Мастерз       | 6–7, 6–4, 6–4 |
| Перемога  | 3–0 | Сер 1974 | Бреттон-Вудс, США  | Ґрунт     | Род Лейвер            | Жорж Говен Франсуа Жоффре     | 6–3, 6–2      |
| Поразка   | 3–1 | Лис 1973 | Осло, Норвегія     | Indoor    | Вітас Ґерулайтіс      | Карл Майлер Харун Рахім       | 3–6, 2–6      |
| Поразка   | 3–2 | Жов 1975 | Мауї, США          | Тверде    | Харун Рахім           | Фред Макнеер Шервуд Стюарт    | 6–3, 6–7, 3–6 |
| Поразка   | 3–3 | Бер 1976 | Каракас, Венесуела | Ґрунт     | Іліє Настасе          | Браян Готтфрід Рауль Рамірес  | 5–7, 4–6      |
| Поразка   | 3–4 | Лют 1977 | Дейтон, США        | Килим (i) | Ендрю Паттісон        | Генк Пфістер Балч Волтс       | 4–6, 6–7      |
| Поразка   | 3–5 | Жов 1977 | Париж, Франція     | Тверде    | Роджер Тейлор         | Браян Готтфрід Рауль Рамірес  | 2–6, 0–6      |
| Поразка   | 3–6 | Сер 1978 | Індіанаполіс, США  | Ґрунт     | Кріс Льюїс            | Джін Меєр Генк Пфістер        | 3–6, 1–6      |